# Gliceria di Eraclea
Gliceria, nota anche come Gliceria di Traianopoli (in greco Γλυκερία?; fl. II secolo) è stata una santa romana dell'epoca paleocristiana.

## Agiografia
Secondo la leggenda cristiana, era la figlia di un senatore romano a Traianopoli. Durante le persecuzioni dell'imperatore Antonino e del governatore Sabino, fu costretta a rendere omaggio a una statua di pietra di Giove, che andò distrutta mentre lei vi si trovava davanti in seguito all'ostentazione del segno della croce. La vergine fu incarcerata per questo, poi condannata a essere fatta a pezzi da animali selvatici. Lei, tuttavia, non avrebbe subito questo destino. Prima che gli animali potessero farle del male, Gliceria morì vergine e martire ad Eraclea. Le sue reliquie avrebbero versato la sostanza conosciuta come olio dei santi mirobiti.

## Culto
Viene commemorata il 13 maggio nella liturgia ortodossa. È principalmente riconosciuta come una santa cristiana orientale e ha perso popolarità come santa cattolica.

L'odierno martirologio romano commemora santa Gliceria all'8 luglio con queste parole: